# ویکسبرگ (میسیسیپی)
ویکسبرگ (به انگلیسی: Vicksburg) شهری در ایالت میسیسیپی کشور ایالات متحده آمریکا است که جمعیت آن در سرشماری سال ۲۰۱۰ میلادی، ۲۳٬۸۵۶
نفر بوده‌است.